# 遼西社區
遼西社區隸屬於浙江省湖州市南潯鎮，位於南潯鎮西北部，是一個新建的社區居委會，2005年11月工作人員到位。遼西社區東起萬順路，西至南林路，南從人瑞路往北直至建材市場、運河。社區居委會位於南潯鎮泰安路947號。
區域內有五橫三縱八條道路，分別為：人瑞路、適園路、同心路、泰安路、振潯路、萬順路、大中路、南林路；區域內有東港花園、晶典小區、世紀名都、世紀名園、世紀明樓、嘉世名居、南方英才苑、大同花苑、同泰花苑、世紀苑、康馨苑等11個居住小區。目前區域內有常住戶1096戶，常住居民3330人，共有群樓160多幢，其中別墅83幢，單元數200餘個。另外還有多幢拆遷戶群樓座落在遼西社區區域內。

## 外部連結
- 湖州市南潯鎮遼西社區[永久]